# Kapaza
Kapaza was een Belgische zoekertjeswebsite die in 2003 werd opgericht.
Gebruikers konden zowel dingen te koop aanbieden als iets aanvragen. Een zoekertje plaatsen was gratis. Gebruikers konden bijbetalen om hun zoekertje "in de kijker" te plaatsen of om het na verloop van tijd terug bovenaan in de zoekresultaten te zetten. Er waren verschillende rubrieken. De grote categorieën waren voertuigen, immo, multimedia, voor huis en persoon, hobby en vrije tijd, jobs en zakelijk en diversen.
In 2008, toen het bedrijf werd overgenomen door de Noorse Schibsted-mediagroep, was de website Belgisch marktleider voor gratis zoekertjes.
In 2009 en 2010 verkozen de lezers van het Vlaamse computer- en internettijdschrift Clickx Kapaza.be tot beste site van het jaar in de categorie zoekertjes.
Kapaza kondigde aan dat ze op 13 mei 2017 haar activiteiten ging stopzetten. De domeinnaam werd overgenomen door concurrent 2dehands.be; de inhoud, inclusief zoekertjes en gebruikersprofielen, echter niet.